# 永持明徳
永持 明徳（ながもち あきのり、1845年（弘化2年） - 1904年（明治37年））は、日本の陸軍軍人。最終階級は陸軍砲兵中佐。退官後は、徳川育英黌（現東京農業大学）の初代黌長、東京市会議員などを務めた。

## 経歴
上総国の生まれ。旧名五郎次。幕臣永持亨次郎の養子となり、幕末には長崎で蘭学を学び、文久の第一次遣欧使節には伯父柴田貞太郎に従い渡欧。その後大砲差図役頭取となる。鳥羽・伏見の戦いで負傷し、沼津兵学校に三等教授方として務めた後、明治3年大阪兵学寮に転出。1873年（明治6年）11月近衛砲兵第一大隊長に任ぜられた、1874年（明治7年）2月に陸軍少佐に昇進。以後、陸軍省第三局第一課長・砲兵局人事課長を歴任し、1881年（明治14年）3月陸軍教導団次長に就任し、同年9月に陸軍砲兵中佐に昇進。1884年（明治17年）10月7日免職となり、1888年（明治21年）3月13日に依願退職を仰せ付けられ、同日付で後備軍編入となった。その後、1891年（明治24年）3月に徳川育英会育英黌が設立された際に初代黌長に就任した。

## 栄典
- 1874年（明治7年）3月8日 - 正七位[7]
- 1881年（明治14年）11月9日 - 正六位[8]
- 1888年（明治22年）11月29日 - 大日本帝国憲法発布記念章[9]

## 親族
- 二男 永持源次（陸軍中将）